# Microdajus aporosus
Microdajus aporosus är en kräftdjursart som beskrevs av Mark J. Grygier och Jürgen Sieg 1988. Microdajus aporosus ingår i släktet Microdajus och familjen Microdajidae. Inga underarter finns listade i Catalogue of Life.